# القلعة (صعدة)

تعديل مصدري - تعديل

القلعة هي مدينة بمحافظة صعدة اليمنية، بلغ تعداد سكانها 1028 نسمة حسب الإحصاء الذي أجري عام 2004.